# Fabien Dubos (batteur)
Pour les articles homonymes, voir Fabien Dubos.
Fabien Dubos, né le 3 juin 1978, aussi surnommé Fab, est l'ancien batteur du groupe français de pop rock Kyo.

## Biographie
Fabien est le grand-frère de Florian Dubos, le guitariste du groupe Kyo. En 1994, au Collège Notre-Dame les "Oiseaux" ils rencontrent Nicolas Chassagne et Benoît Poher. Ils sont tous les quatre fans de Nirvana, Soundgarden, Radiohead, et l'univers graphique des mangas japonais. En honneur à Kyo Kusanagi, le héros de la série de jeux de combat The King of Fighters, les quatre garçons décident de former un groupe appelé Kyo. Ils firent les premières parties des concerts de David Hallyday et se firent rapidement connaître. À la fin de 2005, le groupe fait une pause et affirme que ce n'est pas une rupture définitive.[réf. nécessaire]
Ensuite, Fabien est le batteur, chanteur et guitariste du groupe Crew Z, un mélange entre rock et rap. En 2014, il fait son retour avec le groupe Kyo. Il quitte le groupe en 2019.
Il est marié et a trois enfants dont des jumeaux nés en 2016.[réf. nécessaire]
En plus de Florian Dubos, il a un deuxième petit-frère prénommé Aurélien.[réf. nécessaire]

## Passions
Ses artistes préférés sont Korn, Soundgarden, Nirvana et Silverchair.[réf. nécessaire]

## Récompenses en Groupe
- NRJ Music Awards
  - Meilleure chanson francophone (2004)
  - Meilleur album francophone (2004)
  - Meilleur groupe francophone (2004)
  - Meilleur site musical (2004)
- Victoires de la musique
  - Groupe révélation de l'année (2004)
  - Groupe révélation scène de l'année (2004)
  - Album révélation de l'année (2004)
- MTV Europe Music Awards
  -  Groupe français de l'année (2003)
- World Music Awards
  - Meilleure vente album français 2004
  - Prix Roger Seiller de la sacem meilleur groupe français  2004